# Remko Harms
Remko Harms (5 november 1981) is een Nederlands musicalacteur en zanger die onder meer te zien was in Rembrandt en Les Misérables.

## Opleiding
Na de middelbare school studeerde Harms aan het Fontys Conservatorium in Tilburg, waar hij zangles kreeg van Edward Hoepelman. Harms volgde verder diverse workshops bij Lenette van Dongen, Willem Nijholt en Seth Gaaikema. Tijdens zijn studie speelde hij mee in de producties Máxima, Rent, Into the Woods en Sweeney Todd.

## Theater
Na zijn afstuderen speelde Harms in onder andere Doornroosje, Jeans 14 en 15, Rembrandt en Les Misérables. Verder verzorgde hij de choreografie voor een amateurgospelkoor en verzorgt hij voor verschillende amateurproducties de pruiken.
Daarnaast heeft Harms soloshows gegeven in verschillende theaters in maart en mei 2009. In 2009 werkte hij ook mee aan de concertserie Psalms & Hymns, waarin hij optrad samen met Jan Vayne.
Musicals
- 2003 - Doornroosje - als Jonathan
- 2004/2005 - Jeans 14
- 2005/2006 - Jeans 15
- 2006/2007 - Rembrandt - als de Rattenvanger
- 2008/2009 - Les Misérables - Ensemble, 2e understudy Marius

## Televisie
In 2008 probeerde Harms de hoofdrol in de musical Joseph and the Amazing Technicolor Dreamcoat in de wacht te slepen door mee te doen aan het tv-programma Op zoek naar Joseph maar hij eindigde op de achtste plaats. In januari 2010 presenteerde hij als ex-Joseph de backstage-aflevering bij Op zoek naar Mary Poppins.
Tijdens The Passion 2014 in Groningen was hij te zien als een voorbijganger.

## Muziek
In augustus 2007 bracht Harms zijn eerste single uit, Just As I Am.
In 2009 werkte hij mee aan de single Together We Will Stand, samen met onder anderen Tony Neef en Maaike Widdershoven, die uitgegeven werd voor het project Sterrenherdenkingsboom.
In oktober 2009 bracht Harms zijn eerste solo-cd uit, Can't Wait. Op dit album staan deels voor hem geschreven nummers, deels covers. Aan dit album hebben ook Nurlaila Karim en Cor Bakker meegewerkt. Verder was aan dit album een minitheatertournee gekoppeld, tijdens welke Harms eigen werk zong in de Rode Hoed in Amsterdam, op 2 oktober 2009, en het theater Zuidplein in Rotterdam, op 17 oktober 2009.
Harms is ook te horen op de albums van Rembrandt en Les Misérables.
Op 20 augustus 2010 werd bekend dat Harms samen met Gordon Heuckeroth, Richy Brown, Roy van den Akker en Peter William Strykes de nieuwe groep Los Angeles: The Voices ging vormen, een zangformatie met klassiek- en musicalgeschoolde mannen en een repertoire dat lijkt op het Britse Il Divo. Tijdens de Uitmarkt 2010 presenteerde Los Angeles: The Voices zich voor het eerst. In november 2010 kwam hun eerste album uit. Voor dit album ontvingen zij bij hun eerste concert in Carré op 6 december 2010 een gouden plaat.